# Pave Teodor 2.
Teodor 2. (840 – december 897) var pave i tyve dage i december 897. Hans korte tid som pave lå i en periode med partipolitiske stridigheder i den katolske kirke, som var præget af tidens feudale vold og uorden i Italien. Hans vigtigste gerning som pave var at annullere kadaversynoden fra januar året før, og han genindførte de gerninger og ordinationer, som pave Formosus havde indført, men som var blevet annulleret af pave Stefan 6. Teodor fik også liget af Formosus tilbage fra Tiberen og genbegravet. Han døde sent i december 897.